# هامدورف
هامدورف (به آلمانی: Hamdorf) یک شهر در آلمان است که در رندسبورگ-اکرنفورده واقع شده‌است.
 هامدورف  ۱٬۲۷۵ نفر جمعیت دارد.